# Luma von Flesch-Brunningen
Ludmilla "Luma" von Flesch-Brunningen (1856-1934) foi uma artista checa.

## Biografia
Flesch-Brunningen nasceu a 31 de março de 1856 em Brünn (actual Brno, República Checa). Ela estudou em Viena, na Áustria e Munique, na Alemanha. Ela expôs o seu trabalho na Exposição de Paris de 1900. Flesch-Brunningen faleceu em 1934 em Munique.

## Galeria

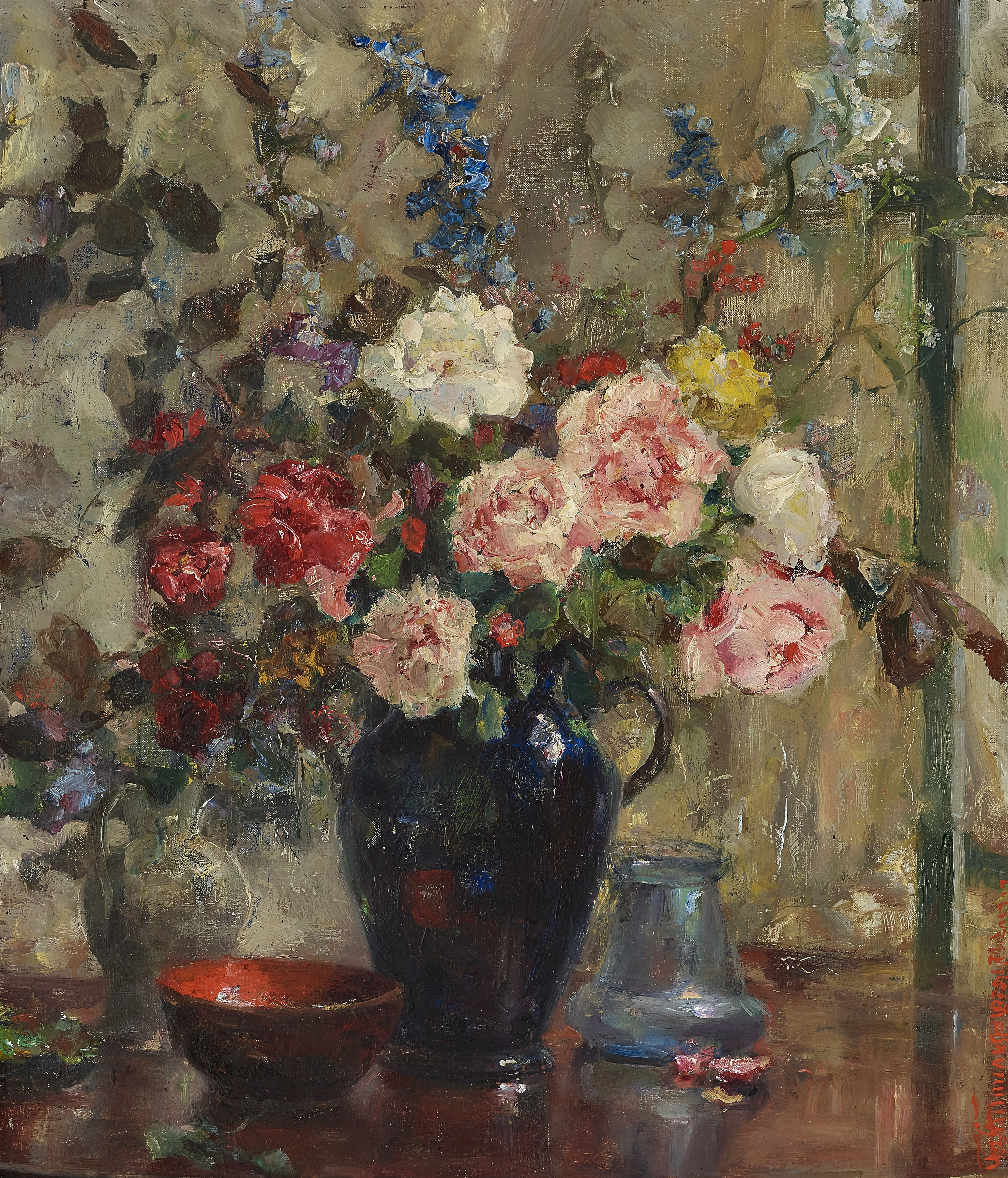
Natureza morta com flores
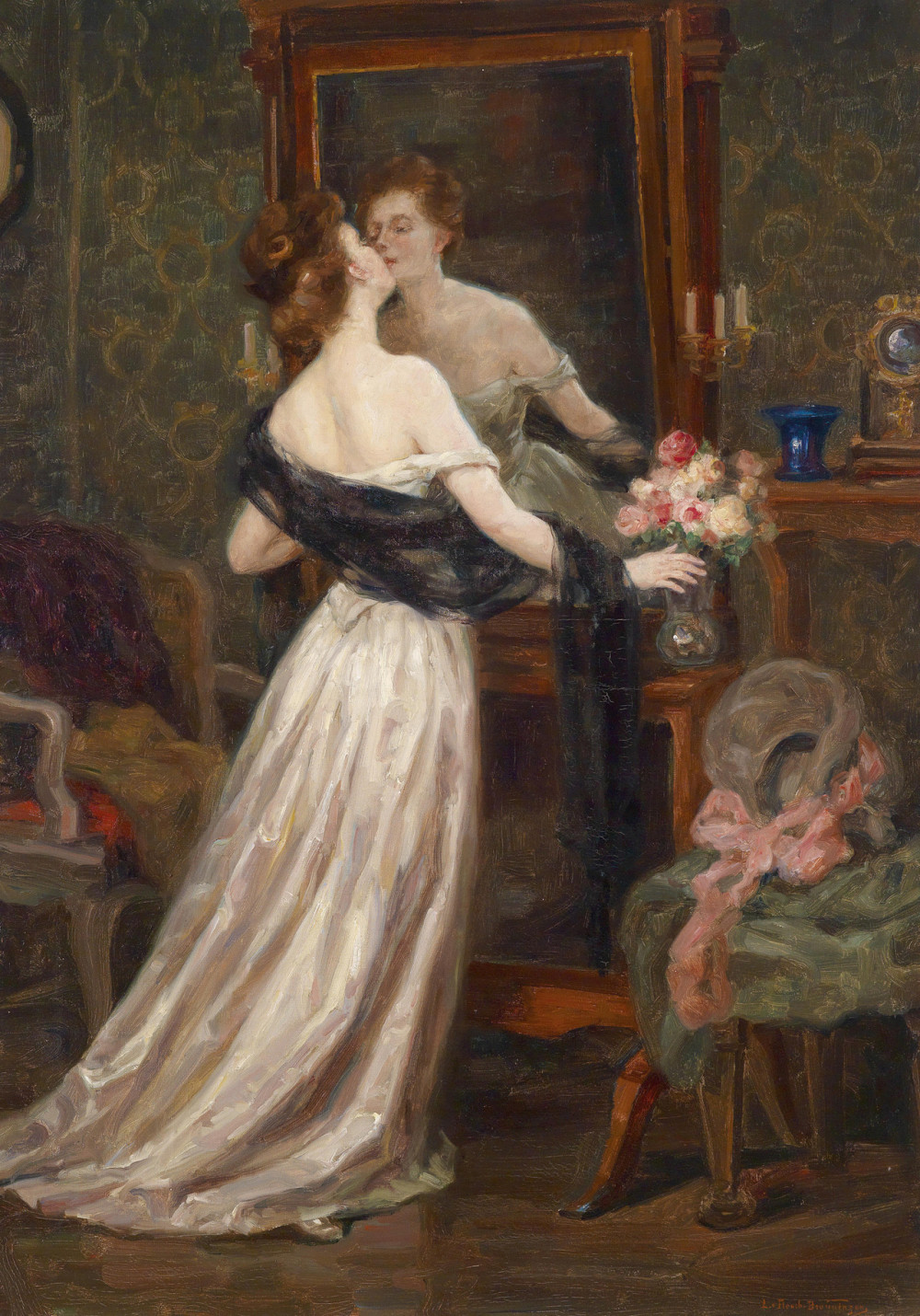
Senhora no boudoir em frente ao espelho
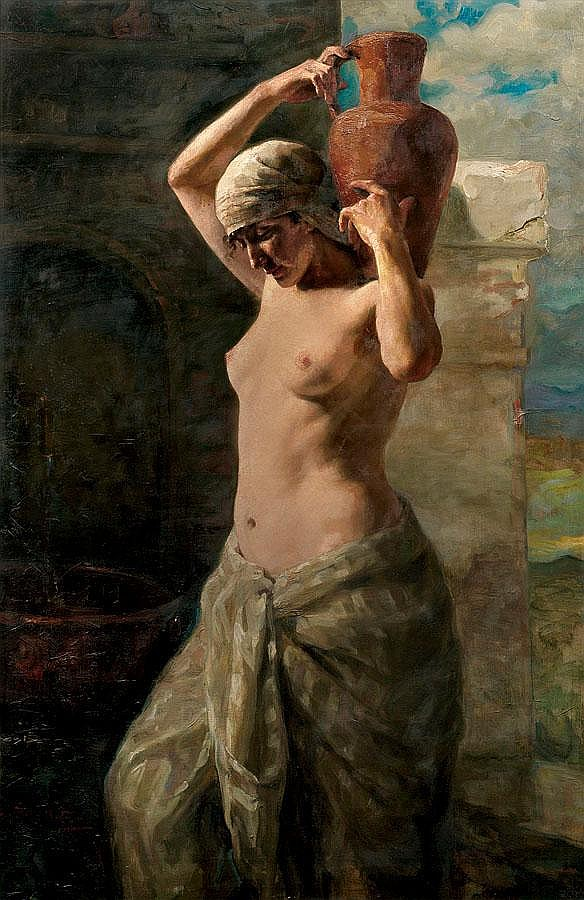
Portadora de água grego